# جنگ داخلی چاد (۱۰–۲۰۰۵)
جنگ داخلی چاد (۱۰–۲۰۰۵) (به انگلیسی: Chadian Civil War (2005–10)) در ۲۳ دسامبر ۲۰۰۵ شروع شد. علت شروع این جنگ اعلامیه‌ای از سوی دولت چاد بود که دولت سودان را «دولت متجاوز» اعلام کرده بود.
دولت چاد در یک اعلامیه عمومی به شهروندان چاد اعلام کرد که علیه «دشمن مشترک» متحد شوند. منظور از این دشمن مشترک اعضای مسلح سازمان‌های «اتحاد برای دموکراسی و آزادی» و «پلاتفرم برای تغییر، اتحاد و دموکراسی» (که از طرف دولت سودان حمایت می‌شدند) و همچنین نیروهای مسلح جنجاوید (که سودانی هستند) بود. سازمان «اتحاد برای دموکراسی و آزادی» منکر گرفتن کمک از دولت سودان شد. از ۲۶ دسامبر تا ۲۸ دسامبر «اتحاد برای دموکراسی و آزادی» و «پلاتفرم برای تغییر، اتحاد و دموکراسی» با شش گروه شورشی دیگر متحد شدند تا «جبههٔ متحد برای تغییر دموکراتیک» که یک ائتلاف شورشی بود را تحت رهبری محمد نور تشکیل دهند.
در ۸ فوریه ۲۰۰۵ هر دوی این کشورها توافقنامه تریپولی را امضاء کردند که جنگ را پایان داد.